# Messier 86
Messier 86 sau M86 este o galaxie eliptică sau lenticulară de tip S0, situată în constelația Fecioara. A fost descoperită de astronomul francez Charles Messier, în anul 1781.